# آیتن امین
آیتن امین (عربی: آیتن أمین) کارگردان، فیلمنامه‌نویس و تهیه‌کننده سرشناس مصری است که فعالیت حرفه‌ای خود را با ساخت مستندهای انقلابی در جریان تحولات سال ۲۰۱۱ مصر آغاز کرد. او بیشتر به خاطر آثار سینمایی تأثیرگذاری چون «سواد»، «ویلای ۶۹» و مستند «تحریر ۲۰۱۱: خوب، بد و سیاستمدار» شناخته می‌شود.

## اوایل زندگی
آیتن امین در اسکندریه مصر متولد شد. او فعالیت هنری خود را در سال ۲۰۰۵ با ساخت فیلم‌های کوتاه دربارهٔ رقص شرقی و زندگی مدیحه کامل، بازیگر مشهور مصری آغاز کرد. امین در دانشگاه آمریکایی قاهره در رشته نقد و تحلیل فیلم تحصیل کرد و در همین دوران فیلم کوتاه «مرد او» (راجلها) را ساخت که در ۱۰ جشنواره بین‌المللی به نمایش درآمد. حرفه سینمایی او از سال ۲۰۰۸ با کار به عنوان دستیار کارگردان شکل جدی‌تری به خود گرفت. نقطه عطف کارنامه هنری امین در سال ۲۰۱۱ با ساخت مستند «بهار ۸۹» فرا رسید که در جشنواره معتبر کن به نمایش درآمد.

## پیشه
آیتن امین که در جریان تظاهرات ۲۵ ژانویه و انقلاب مصر در خیابان‌های قاهره حضور فعال داشت، این تجربه را به فیلم «تحریر ۲۰۱۱: خوب، بد و سیاستمدار» تبدیل کرد که در سال ۲۰۱۱ کارگردانی آن را بر عهده گرفت. این مستند تأثیرگذار که با مشارکت او در بخش «بدها» همراه بود، نقطه عطفی در حرفه‌اش محسوب می‌شد و راه را برای ساخت فیلم بلند «ویلای ۶۹» و کسب موقعیت‌های مهم در نویسندگی و تهیه‌کنندگی هموار کرد. امین سپس با همکاری فیلمسازان برجسته‌ای چون هبا یسری و نادین خان، مجموعه تلویزیونی تحسین‌شده «صابع گر» را کارگردانی کرد. فیلم اجتماعی «سواد» او که در جشنواره ترایبکا ۲۰۲۱ به نمایش درآمد، در فهرست ۵۰ فیلم برتر گاردین در سال ۲۰۲۱ قرار گرفت.و به عنوان نماینده مصر برای رقابت در نود و چهارمین دوره جوایز اسکار انتخاب شد. امین در ادامه با همکاری حسن عصام و احمد اسماعیل، فیلمنامه «الشنب» را نوشت و کارگردانی این پروژه کمدی را نیز بر عهده گرفت که در سال ۲۰۲۳ به نمایش عمومی درآمد.

## استقبال
آیتن امین در فیلم «تحریر ۲۰۱۱: خوب، بد و سیاستمدار» اگرچه مشارکتی متمایز داشت، اما برخی معتقدند این اثر نتوانست از کلیشه‌های موجود فراتر رود. مصاحبه‌هایش با طرفداران مبارک بیشتر تصویری قابل‌پیش‌بینی از این گروه ارائه داد. در مقابل، مجموعه تلویزیونی «صابع گر» به دلیل نگاه بی‌پرده و نوآورانه‌اش به جامعه مصر، با استقبال گسترده منتقدان روبرو شد. اما نقطه اوج کارنامه امین، فیلم «سواد» بود که هم در مقام نویسندگی و هم کارگردانی، تحسین‌های فراوانی را برای او به ارمغان آورد. این فیلم نه تنها در جشنواره‌های معتبر جهانی حضور یافت، بلکه به عنوان نماینده مصر در رقابت‌های اسکار نیز انتخاب شد.

## زندگی شخصی
آیتن امین مسلمان است و وضعیت رابطه وی مشخص نمی‌باشد.